# Самоубийство
Самоуби́йство, суици́д (от лат. sui caedere «убивать себя») — преднамеренное прекращение собственной жизни, как правило, самостоятельное и добровольное. Чрезвычайно сложный этический вопрос представляет отнесение к самоубийству (либо к убийству) эвтаназии.
Самопожертвование (например, на войне и в других экстремальных ситуациях) относят к проявлениям героизма и отличают от ординарного самоубийства и других разновидностей альтруистического самоубийства.
На территории Европы в XIX веке было зафиксировано увеличение числа самоубийств, в XX веке эта тенденция усилилась. По данным Всемирной организации здравоохранения (ВОЗ), каждые 40 секунд кто-то из жителей Земли уходит из жизни сознательно, кончая жизнь самоубийством. Согласно приводимой ВОЗ статистике, среди причин смерти молодых людей (в возрасте 15—29 лет) в мировом масштабе самоубийства занимают второе место. В 2021 году самые высокие уровни показателей суицида были отмечены среди возрастной страты, возраст которой в индивидуальном порядке каждого бравшегося для анализа данных человека составлял 85 лет и выше. Ежедневно в мире совершают самоубийства 3 тысячи человек, а ежегодно — около 1 миллиона человек (1,5 % всех смертей). Самые низкие показатели самоубийств в Латинской Америке, арабских и некоторых азиатских странах. Средний уровень самоубийств — в Центральной и Северной Европе, Северной Америке, Юго-Восточной Азии и Западной части Тихого океана (Австралия, Канада, Индия, Новая Зеландия, США). Самые высокие показатели самоубийств на 2008 год были в Литве, Беларуси, России, Шри-Ланке, Казахстане, Венгрии, Японии, на Украине и в Латвии.

## Определения
Все самоубийства можно условно разделить на два класса: истинные и демонстративные (так называемый парасуицид или псевдосуицид). Как правило, псевдосуицид совершается в состоянии аффекта и является не столько попыткой лишить себя жизни, сколько «криком о помощи», попыткой обратить на себя и свои проблемы внимание окружающих. Эти действия также называют «демонстративной попыткой суицида». В противовес псевдосуициду, истинный суицид — это, как правило, хорошо спланированное мероприятие, цель которого — любой ценой лишить себя жизни вне зависимости от мнения и реакции родных, близких, друзей и прочих. В некоторых случаях несамостоятельное лишение себя жизни тоже считается самоубийством, особенно если самоубийца был физически не в состоянии сделать это. Примером самоубийства с использованием других людей может быть так называемое самоубийство с помощью полицейского.
Поведение, обычно не приводящее к немедленной смерти, но являющееся опасным и/или сокращающее жизнь (пьянство, курение, отказ от медицинской помощи при серьёзных заболеваниях, нарочитое пренебрежение ПДД или техникой безопасности, экстремальный спорт без надлежащей тренировки и экипировки, пренебрежение опасностью во время боевых действий), при том, что совершающий понимает его опасность, но возможный риск ему безразличен, называется саморазрушающим поведением. Некоторыми исследователями такое поведение выделяется в третий класс самоубийств — скрытый суицид.
Попытка убить себя, которая не удалась, называется попыткой самоубийства. Попытка самоубийства называется серьёзной, если она могла привести к смерти с большой вероятностью: при такой попытке часто серьёзно подрывается здоровье неудавшегося самоубийцы (психическое и/или физическое).
По мнению некоторых специалистов, у большинства неудавшихся самоубийц существует очень высокая вероятность повторной попытки самоубийства.
Препятствием для совершения суицида могут являться антисуицидальные факторы личности, обесценивающие самоубийство как способ разрешения проблем и формирующие антисуицидальный барьер. Как правило, такими факторами являются нереализованные творческие планы, осознание бессмысленности самоубийства, боязнь причинить душевную боль родным и близким, неуверенность в надёжности выбранного способа самоубийства, страх перед физическими страданиями, а также религиозные и социальные табу, связанные с проблемой смерти и самоубийства. Для некоторых личностей сам акт самоубийства как символ (или просто как неудавшийся акт) может быть символом слабости.

## Причины самоубийств
Среди причин самоубийств выделяют следующие:
- Проблемы в личной жизни:
  - измены со стороны партнёра;
  - семейные конфликты, развод[14];
  - несчастное детство;
  - неудачная любовь[14][15];
  - предательство друга или родственника;
  - смерть или потеря близкого человека[15], болезнь близкого[14];
  - одиночество[14][15][16], недостаток внимания и заботы со стороны окружающих[14];
  - отсутствие или недостаток половой жизни или, наоборот, увеличение частоты половых контактов[17];
  - раннее начало половой жизни при психологической незрелости, особенно среди девочек[18][19];
  - хронические или затяжные психотравмирующие ситуации в сфере межличностных, чаще всего внутрисемейных отношений[15];
  - безработица;
  - неудачи на работе, в учёбе[14];
  - денежные потери[14], банкротство[16];
  - понижение в должности[20];
  - потеря работы, потеря источника средств к существованию[16];
  - бедность;
  - бездомность, отсутствие жилья;
  - неудачный социальный опыт (например, выпадение из социальной группы, потеря работы, крах карьеры)[15], социальная изоляция[14];
  - препятствия к удовлетворению ситуационной актуальной потребности[14];
  - изменение привычного стереотипа жизни[14];
  - аутинг (публичное разглашение личной информации о сексуальной ориентации или гендерной идентичности человека против его желания и согласия)[21] (см. также: самоубийства ЛГБТ);
  - тяжёлое соматическое заболевание или обезображивающий дефект[15];
  - отсутствие психотерапевтической и паллиативной помощи больным в терминальных стадиях[22];
  - проблемы (в том числе психологические), связанные со злоупотреблением психоактивными веществами;
  - психические расстройства, в частности депрессия (по сводкам ВОЗ, до 15 % депрессий завершаются самоубийством[23]).
- Доведение до самоубийства[24]:
  - целенаправленная травля, клевета, распространение порочащих сведений, угрозы, унижения, игнорирование, бойкот, неглект;
  - изнасилование[15], насильственные действия сексуального характера, физическое насилие, побои, пытки.
  - эмоциональное насилие.
- Экстремальные условия, характеризующиеся тяжестью или невозможностью выживания (например, пребывание в условиях концентрационных лагерей)[16].
- Пресыщенность жизнью, усталость от жизни, отсутствие цели и интереса к жизни[14].
- Религиозный фанатизм, ритуальное самоубийство[25].
- Идеологические (политические, неприятие ценностей социума в целом)[Комм 2].
- Вынужденное самоубийство (по приговору суда, под угрозой мучительной смерти или расправы с близкими родственниками; см. Сенека, Роммель).
- Боязнь наказания[14] (страх осуждения со стороны родных или общества у разоблачённых преступников, опасение судебной ответственности[14]).
- Самоосуждение за неблаговидный поступок[14].
- Самоубийство для сохранения чести (например, харакири).
- Подражательное самоубийство (после аналогичных смертей известных личностей или литературных персонажей; см. Эффект Вертера)[26].
- Влияние одиночного заключения в отдельных случаях.
- Госпитализм (эффект длительного пребывания в стационарных учреждениях)

### Факторы риска
Примерно половина самоубийц совершала перед этим хотя бы одну суицидальную попытку, а после такой попытки 1 человек из 100 совершают самоубийство в течение года, что означает стократное повышение риска самоубийства.

#### Социальные и демографические факторы
К факторам, влияющим на уровень самоубийств в обществе, некоторые авторы относят:
- отношение общества к самоубийцам (соглашательское, поощрительное, разрешительное, толерантное, запретительное или индифферентное);
- социально-экономическую и политическую нестабильность, приводящую к социальным стрессам (рост безработицы, преступности, катастроф и др.);
- усиление миграционных потоков;
- повышенную деловую и досуговую активность населения (характеризующуюся разрывом привычных связей и стереотипов, участившимися конфликтами и психическими травмами);
- этнические и культурные особенности общества (высокий уровень религиозности, наличие крепких родоплеменных связей, традиций «большой семьи» и т. п.).

Молодые люди и подростки совершают самоубийство чаще взрослых, особенно часто — в возрасте от 15 до 24 лет. Второй пик суицидальной активности приходится на возраст зрелости (от 40 до 60 лет); третий пик суицидального риска — пожилые люди, уровень самоубийств в этом возрасте очень высок.
Мужчины совершают самоубийство в 4 раза чаще, чем женщины (хотя женщины совершают в 4 раза больше попыток самоубийства).
У безработных, а также у неквалифицированных работников склонность к самоубийству повышена. Особенно высокий риск среди лиц с длительной безработицей. Врачи, в особенности женщины, также подвержены повышенному риску: метаанализ 25 источников показал, что женщины-врачи совершают в 2,3 раза больше самоубийств, чем в среднем по популяции, а мужчины — в 1,4 раза. В группу повышенного риска входят также музыканты, юристы, низшие офицерские чины, страховые агенты, пенсионеры, заключённые. В целом у лиц с высшим образованием вероятность самоубийства высока.
Те, кто никогда не состоял в браке, чаще всего совершают самоубийства. Далее в порядке снижения риска следуют овдовевшие, разведённые и женатые, но не имеющие детей. Проживание в одиночестве также увеличивает риск. Повышают риск самоубийства и неурядицы в семье.
Плохое обращение и другие виды негативного опыта в детстве увеличивают склонность к суициду во взрослом возрасте, по меньшей мере через такие промежуточные факторы, тесно связанные с негативными переживаниями в детстве, как злоупотребление алкоголем и наркотиками, а также склонность к депрессии. Повышен риск самоубийства у лиц, испытавших жестокость и насилие в детстве; у лиц, чьи родители умерли, когда им было не более 11 лет, или развелись друг с другом; у лиц, чьим воспитанием в детстве пренебрегали. Доказано, что риск появления суицидальных мыслей повышен у детей, переживающих сексуальное насилие.

#### Личностные
Личностные факторы аутоагрессивного поведения хорошо изучены в специальной литературе. К ним относятся:
- психастенический тип личности;
- повышенная напряжённость потребностей;
- самооценка, неадекватная личностным возможностям (заниженная, лабильная или завышенная);
- снижение устойчивости к эмоциональным нагрузкам;
- неумение ослабить фрустрацию и низкая способность к формированию психологических защитных механизмов;
- максимализм, перфекционизм, бескомпромиссность, незрелость суждений;
- отсутствие жизненного опыта и недостаточность механизмов планирования будущего;
- импульсивность, эксплозивность, эмоциональная неустойчивость, повышенная внушаемость;
- демонстративность;
- наличие чувства вины;
- гипореактивный эмоциональный фон в период конфликтов, затруднение в перестройке ценностных ориентаций;
- снижение или утрата ценности жизни;
- инфантильные установки в межличностных отношениях.

По мнению некоторых исследователей, к самоубийству предрасполагает особый художественный тип характера, присущий иногда поэтам, художникам, артистам.

#### Медицинские
Заболевания, в особенности сопровождающиеся хроническими болями, хронические заболевания вообще, а также недавно перенесённые хирургические вмешательства повышают риск самоубийства.
Соматические болезни как причина суицида более характерны для лиц пожилого возраста, уродства — для лиц молодого возраста. Суицидальные попытки у людей с соматической патологией гораздо чаще оказываются успешными, чем у людей с психической. Особенно часто мотивация суицида, связанная с соматическими болезнями, отмечается у онкологических больных и при поражении сердечно-сосудистой системы.
По некоторым данным, около 70 % убивших себя страдали острыми или хроническими заболеваниями. Чаще всего у этих пациентов наблюдались болезни опорно-двигательного аппарата и травмы, повлёкшие за собой инвалидизацию, онкологические заболевания, хронические непереносимые боли, нефрологические болезни (особенно у пациентов с искусственной почкой), СПИД. Тем не менее данные насчёт того, наблюдается ли у лиц с ВИЧ-инфекцией повышенный риск самоубийства, противоречивы.
Наряду со злокачественными новообразованиями среди соматических болезней выделяются по особо высоким показателям суицидов хронические заболевания лёгких (бронхиальная астма, бронхиты). Эти данные не имеют чёткого объяснения, но подтверждаются в целом ряде исследований. Риск суицида повышают и такие заболевания, как рассеянный склероз, системная красная волчанка, язвенная болезнь.
Некоторые из применяемых при соматических заболеваниях лекарств обладают депрессогенным эффектом и поэтому могут повышать риск суицида: к ним относятся, например, кортикостероиды, резерпин, антигипертензивные средства (пропранолол), некоторые противораковые препараты.
Наличие близких родственников, совершивших суицид, увеличивает риск в шесть раз. Наследственный фактор суицида составляет от 30 до 50 %, но не выяснено, что является основной причиной этого: генетические причины (включая наследование психических расстройств) либо сам факт самоубийства близких родственников. 
В 2020 году была статистически доказана обратная корреляция между содержанием лития в водопроводной воде и уровнем самоубийств местного населения.
Психические расстройства
Отождествлять психическое расстройство и суицид неверно, так как суицидальный акт не является исключительно клиническим феноменом, а представляет собой вариант поведенческой реакции по всему континууму «норма — патология». Совокупность самоубийц представлена тремя диагностическими категориями: психотическими расстройствами, пограничными состояниями и здоровыми в психическом отношении людьми. Так, исследования А. Г. Амбрумовой с соавторами убеждают в возможности суицидальных поступков у психически здоровых лиц; эти данные подтверждаются и зарубежными работами сотрудников профилактических суицидологических центров.
Тем не менее наличие психического расстройства существенно повышает риск суицидальных действий. Аффективные и, в особенности, депрессивные расстройства наиболее суицидоопасны среди всех психических и поведенческих расстройств. Даже лёгкие формы депрессии могут обуславливать повышенный риск самоубийства. При большом депрессивном расстройстве вероятность самоубийства увеличивается в 20 раз по сравнению со среднестатистической вероятностью для общей группы.
Около 60 % самоубийц страдали этим расстройством, при котором вероятность осуществления самоубийства составляет 8 %. Суицидальный риск очень высок при смешанных состояниях (так называемые «улыбающиеся депрессии») у лиц с биполярным расстройством.
Коморбидные расстройства увеличивают риск самоубийства, так при сопутствующем паническом расстройстве эта вероятность повышается до 25 %, а при посттравматическом стрессовом расстройстве — до 38 %. Вообще, при сочетании нескольких психических заболеваний риск самоубийства выше, чем при неосложнённой депрессии или тревожном расстройстве. Наиболее опасными заболеваниями с точки зрения суицидального риска являются депрессии, биполярные расстройства, злоупотребление психоактивными веществами, шизофрения, тревожные (включая паническое) и личностные расстройства, посттравматическое стрессовое расстройство и делирий.
При наличии депрессии риск суицида во многом зависит от выраженности депрессивных явлений. К неблагоприятным факторам относятся начальный этап возврата в глубокую депрессию; тяжёлый депрессивный эпизод с достаточной энергией для совершения суицида; период смены полюса аффекта (период времени, когда депрессивный аффект начинает сменяться маниакальным или гипоманиакальным либо же наоборот) и в целом наличие смешанных состояний; симптомы тревоги у пациентов с депрессией (и в частности, наличие тревожно-ажитированного состояния); депрессия с бредом; витальный характер переживания (чувство душевной боли); ощущение безысходности; тяжёлое чувство вины и несостоятельности; длительные нарушения сна. Ощущение безысходности, безнадёжности как составляющая клинической картины играет, по мнению некоторых исследователей (Аарон Бек и др.), ключевую роль в возникновении суицидальных тенденций у лиц, страдающих депрессией; высказывается даже мнение, что чувство безнадёжности и беспомощности имеют большее суицидогенное значение, чем наличие самой депрессии как таковой.
Опасность самоубийства повышается при использовании нейролептиков, прежде всего классических (типичных), так как они способны вызывать депрессию и акатизию. По причине способности вызывать эти побочные эффекты некоторые нейролептики при депрессии противопоказаны.
Среди мотивов суицидов у людей с психическими расстройствами выделяют реальные конфликты, патологическую мотивировку и постановку психиатрического диагноза. Одним из факторов, повышающих риск самоубийства, является социальная стигматизация лиц с тяжёлыми психическими расстройствами.
Импульсивность увеличивает вероятность реализации суицидальных мыслей, при этом сочетание импульсивности, алкоголизма (либо наркотической зависимости) и отчаяния особенно опасно. Такая комбинация наиболее часто встречается у подростков.
От 20 до 25 % самоубийств совершаются в состоянии алкогольного либо наркотического опьянения. Известный британский психофармаколог бывший глава Совета по вопросам наркополитики правительства Великобритании Дэвид Натт указал, что у самоубийц содержание алкоголя в крови часто сильно превышает норму. Он также отмечает, что в пьяном виде люди чаще пытаются покончить с собой и используют при этом более эффективные способы. Согласно выпущенному ВОЗ в 2018 году «Глобальному докладу о проблемах потребления алкоголя и его влиянии на здоровье», непосредственно после употребления спиртного риск совершить попытку самоубийства повышается в 7 раз.
По некоторым данным, на долю психически здоровых лиц приходится до 12—15 % случаев самоубийств.

### Подростковые самоубийства
Причиной подростковых самоубийств чаще всего являются бедность, отношения в семье и со сверстниками, злоупотребление психоактивными веществами, неприятности с учёбой, неразделённая любовь, пережитое в детстве насилие, социальная изоляция, неизлечимые болезни. Значительно влияет на риск аутоагрессивного поведения у подростков тип акцентуации характера. Вероятность саморазрушающего поведения велика при циклоидной, эмоционально-лабильной, эпилептоидной и истероидной акцентуациях.
Вероятно пониженный риск суицидов наблюдается у подростков, находящихся в местах лишения свободы. Например, в России в 2010—2012 годах случаев самоубийств среди подростков, содержащихся в местах лишения свободы, не было, хотя 45 % несовершеннолетних заключённых состояли на профилактическом учёте как склонные к самоубийству и членовредительству.
Повышенный риск самоубийства имеют гомосексуальные подростки, которые совершают попытки суицида от двух до шести раз чаще своих гетеросексуальных сверстников.

### Самоубийства заключённых
В местах лишения свободы, как правило, уровень самоубийств в 2—3 раза выше, чем на свободе. Впрочем, из этого правила бывают исключения. Например, в России в 1990-е — начале 2000-х годов уровень суицидов среди заключённых был ниже, чем в целом среди населения. Исследователи М. Г. Дебольский и И. А. Матвеева объяснили этот феномен, в частности, тем, что в данный период уровень жизни в местах лишения свободы воспринимался частью населения как более высокий, чем на свободе. В 2000-е годы в связи со стабилизацией российской экономики и повышением уровня жизни картина значительно изменилась: уровень суицидов в местах лишения свободы стал быстро расти и намного превысил уровень суицидов среди населения России. В 2011 году в уголовно-исполнительной системе уровень суицидов составил 52 случая на 100 тыс. обвиняемых, подозреваемых и осуждённых, а среди всего населения этот показатель составил 21 случай на 100 тыс. жителей. Среди содержащихся в местах лишения свободы в России наиболее часты суициды среди следующих категорий:
- Лица, содержащиеся в СИЗО. Уровень суицидов в СИЗО намного выше, чем в исправительных колониях. В 2012 году в СИЗО, где находятся 10—15 % лиц, содержащихся в местах лишения свободы, было совершено 32 % от общего количества суицидов в учреждениях уголовно-исполнительной системы. 38 % суицидентов СИЗО совершали самоубийство в течение первого месяца пребывания там, а ещё 25 % суицидентов СИЗО совершали самоубийство после вынесения приговора или после вступления его в законную силу. К суициду часто приводил тот факт, что подсудимые сотрудничали со следствием в надежде на смягчение наказания, а приговор оказывался, на их взгляд, слишком суровым.
- Лица, обвиняемые и осуждённые за совершение убийства и причинение тяжкого вреда здоровью, — 48 % самоубийц.
- Лица, осуждённые и обвиняемые в преступлениях против половой свободы и половой неприкосновенности личности, — 23 % самоубийств.

Также высок процент самоубийств и среди заключённых, регулярно подвергающихся унижениям и издевательствам со стороны сокамерников — как правило, это представители низших «каст» в иерархии тюремного мира.
В финских тюрьмах 47 % смертей — это самоубийства.

## Защитные (антисуицидальные) факторы
Прочные семейные и социальные связи снижают вероятность суицида. Наличие детей, особенно для женщин, а также беременность являются сильными факторами снижения риска. Религиозные убеждения и, в особенности, участие в религиозной деятельности, гиперответственность, наличие творческих планов, а также боязнь физического страдания часто снижают вероятность совершения акта самоубийства. Существенную роль играют поддержка родных и близких; понимание своих семейных обязанностей; полная занятость; наличие психологических навыков преодоления (например, способность переживать утрату, потерю или унижение), подвижность психики и наличие оптимизма.

## Профилактические меры
Раннее установление и соответствующая терапия психического расстройства — важная часть стратегии профилактики самоубийства. Основным критерием профилактики самоубийств является формирование антисуицидальных факторов личности, которые впоследствии препятствуют развитию суицидальной идеации и совершению суицидальных действий.
При наличии чувства безнадёжности особенно полезны бывают немедикаментозные методы — поведенческая и когнитивная психотерапия. Поскольку психологическим ядром пациента при депрессии, сопровождающейся суицидальными намерениями, является чувство безнадёжности или распространённое негативное ожидание, то психотерапия, вероятно, оказывается более эффективной, чем фармакотерапия, в процессе лечения таких пациентов. Так как у многих пациентов с суицидальными наклонностями стремление умереть и чувство безнадёжности возникают в связи с неразрешёнными жизненными проблемами (люди с суицидальными наклонностями часто преувеличивают степень тяжести проблемы и порой самые заурядные проблемы воспринимают как неразрешимые), то в этих случаях когнитивный терапевт должен научить пациента, во-первых, находить иные способы решения проблемы, помимо суицида, и во-вторых, отвлекаться от мыслей о самоубийстве, применяя те или иные техники отвлечения внимания. Если же у человека действительно есть причины для отчаяния (например, пребывание на грани нищеты или наличие серьёзного заболевания), нужно принять меры социального порядка.
Кроме того, эффективными по-прежнему считаются телефоны доверия (например, 8-800-2000-122 в России, 0-800-501-701 на Украине) и центры по оказанию психологической помощи, находящиеся в том числе в учебных заведениях.
Важной задачей в организации системы профилактики суицидальных действий является борьба со стигматизацией и дискриминацией лиц с психическими расстройствами и лиц, проявляющих суицидальные тенденции, а также стигматизацией их родственников и специалистов, оказывающих соответствующие услуги.

### Психофармакология
Метаанализ 48 рандомизированных исследований показал, что при всех аффективных расстройствах лечение препаратами лития достоверно снижает частоту самоубийств. Предполагается, что это происходит не только за счёт лечения заболевания, но также и потому, что литий снижает агрессивность и, возможно, импульсивность. Кроме того, отмечается, что при терапии литием частота самоубийств снижается по сравнению с терапией другими препаратами, снижается также и общая смертность. По некоторым данным, риск самоубийства при применении лития снижается пятикратно. Тем не менее метаанализ от 2022 года показал отсутствие эффективности препаратов лития в предотвращении суицида. В публикации этого метаанализа отмечалось также, что предыдущие исследования имеют методологические ограничения. Кроме того, крупнейшее испытание применения лития для предотвращения самоубийств, опубликованное в 2021 году, было прекращено из-за отсутствия эффекта.
Хотя применение антидепрессантов должно способствовать снижению риска суицида, при наличии у пациентов суицидальных тенденций противопоказаны антидепрессанты со стимулирующим эффектом (такие, как имипрамин, флуоксетин). Стимулирующие антидепрессанты способствуют уменьшению заторможенности, а при наличии у пациентов тревожного аффекта могут его обострять, что может приводить к суицидогенному эффекту. При задержке заметного улучшения после начала применения антидепрессантов настроение остаётся сниженным, чётко выражены чувство вины и чувство безнадёжности, но энергичность и мотивация улучшаются, и это может приводить к усилению суицидальных тенденций. Отмечается, что при тревожной депрессии и суицидальных мыслях безопаснее антидепрессанты с седативным эффектом, чем стимулирующие. Кроме того, применение у пациентов с биполярным аффективным расстройством антидепрессантов в качестве монотерапии (без нормотимиков) может приводить к ухудшению течения биполярного расстройства, возникновению смешанной депрессии или усилению депрессии, а смешанная депрессия и усиление депрессии, в свою очередь, также приводят к повышению риска самоубийства. Некоторые антидепрессанты (особенно трициклические) опасны при передозировке, что обусловливает их суицидальный риск. Опасным фактором также является имеющая место в некоторых случаях неэффективность лечения антидепрессантами.
Несмотря на то, что антидепрессанты при неправильном применении могут спровоцировать самоубийство, это не является поводом отказываться от их применения. За 1998—2003 годы количество антидепрессантов, назначаемых в США, выросло на 91 %, что сопровождалось снижением количества самоубийств на 33 %. В Нидерландах наблюдалась схожая картина (120 и 31 %, соответственно).
Предупреждения о возможной связи использования антидепрессантов с самоубийствами были опубликованы FDA и некоторыми европейскими регуляторами в 2003 году. Это привело к снижению назначений антидепрессантов группы СИОЗС детям и подросткам на 22 %, что сопровождалось увеличением числа самоубийств в этой группе на 14 % в США и на 49 % в Нидерландах (в течение 2003—2005 годов).

### Технические меры
Для борьбы против суицидов применяются самые разные технические способы противодействия — как отдельно, так и в рамках общей безопасности: усиление ограждений в местах, откуда возможно смертельное падение, СЗТ в метрополитенах, сигнализации и экстренное торможение, видеонаблюдение, полицейские рейды.

## Совершение самоубийства

### Подготовка
При истинном суициде намерение покончить с собой развивается в течение длительного времени — подготовка к нему может занимать от нескольких дней до нескольких лет. Суицидент долго анализирует причины и возможные последствия самоубийства, рассматривает различные способы и оценивает их эффективность и надёжность, планирует наиболее надёжный сценарий суицидального действия.
Непосредственно перед актом самоубийства у суицидента может проявиться так называемое терминальное поведение — человек как бы «приводит в порядок» свою жизнь: отдаёт долги, закрывает счёт в банке, просит прощения у давних врагов, затевает генеральную уборку в квартире, совершает прощальные визиты к знакомым, раздаёт друзьям и родственникам свои вещи, подарки на память и т. п. Подростки иногда дарят любимые игрушки.
От 15 до 45 % самоубийц оставляют предсмертные записки: прощальные, с объяснением своего поступка, обвиняющие, снимающие возможные обвинения и т. д.
Также нередки случаи, когда при планировании самоубийства человек совершает некоторые действия, направленные на уменьшение негативных последствий своего суицида для окружающих. Примером может являться предварительная дефекация, мочеиспускание, мытьё тела. Психологически это может означать извинение за причинённые неудобства.

### Разновидности
Варианты осуществления самоубийства весьма разнообразны. Л. З. Трегубов и Ю. Р. Вагин приводят следующий перечень способов самоубийства:
- Повешение.
- Удушение[Комм 3].
- Утопление.
- Отравление (ядами[80][81], снотворным[82][83][84], кислотами, щелочами, газами, наркотическими веществами)

- Самосожжение.
- Самоподрыв.
- С помощью колющих и режущих предметов, в том числе:
  - сэппуку или харакири — ритуальное самоубийство в Японии;
  - падение на меч (в Древнем Риме);
  - вскрытие вен;
  - пронзание сердца и т. д.
- При помощи огнестрельного оружия.
- С помощью электрического тока.
- С помощью использования движущегося транспорта или движущихся частей механизмов.
- Преднамеренные автокатастрофы, устроенные водителями автомобилей и мотоциклов.
- Преднамеренные авиакатастрофы, устроенные пилотами воздушного судна[85]
- Падение с высоты (прыжок с естественных и искусственных возвышений).
- Прекращение приёма пищи.
- Причинение себе ожогов.
- Переохлаждение.

Наиболее часто используемыми методами самоубийства в 2005 году в США были:
- Самоубийство с помощью огнестрельного оружия — 52,1 %
- Повешение и удушение — 22,2 %
- Отравление — 17,6 %
- Прочие методы — 8,1 %

При этом мужчины существенно чаще женщин использовали огнестрельное оружие (57,6 % и 31 % соответственно), а женщины чаще мужчин прибегали к отравлению (39,1 % и 12 %).

## Самоубийство и религия
В авраамических религиях (иудаизме, христианстве и исламе) самоубийство в большинстве случаев считается греховным. Существует, однако, ряд исключений и частных случаев.
Совершившие самоубийство лишаются отпевания перед погребением. Исключениями являются: люди с психическими расстройствами, покончившие с жизнью в состоянии помрачения сознания, алкогольного или наркотического опьянения, с целью постоять за Веру, Отечество, людей, с целью избежать изнасилования или позора из-за изнасилования. Самоубийцу отпевают лишь в том случае, если священнослужитель признаёт случай покойного подходящим под одну из перечисленных выше категорий. В порядке исключения, с разрешения правящего архиерея, может быть совершено отпевание иных категорий самоубийц: так, с 1990 года проводятся заупокойные службы по Марине Цветаевой. Ранее самоубийц хоронили вне кладбища; подобная практика находит широкое применение в традиционной культуре. Подобная практика сохранялась до 1950-х годов, а местами встречается и сегодня, в форме запрета на захоронение на церковном кладбище. При этом самим православным о самоубийцах молиться не запрещается. В протестантизме и в современном католицизме самоубийц отпевания не лишают.
Если же человек, сознательно лишающий себя жизни, имеет своей целью спасти другого человека или группу людей, то такой поступок классифицируется не как самоубийство, а как самопожертвование. Например, английский богослов Джон Донн классифицировал как самоубийства гибель ветхозаветного Самсона и самого Христа «чудесным и сознательным излучением души» на кресте.
Противники того, чтобы считать жизнь, добровольно отданную за других, самоубийством, основываются на словах Христа: «Нет больше той любви, как если кто положит душу свою за друзей своих.» (Ин. 15:13).
Коран также запрещает самоубийство (4:29).
В одном из хадисов пророк Мухаммед говорит:

«Убивший себя железом будет до скончания века таскать на себе в аду орудие преступления.
Отравившийся будет вечно пить свою отраву.
Спрыгнувший с высоты будет вновь и вновь падать в самую бездну преисподней».
Составитель одного из шести проверенных сборников суннитских хадисов Абу Дауд (X век) повествует о том, как Мухаммед отказал в погребальных почестях самоубийце.
При этом запрета на самоубийство нет в большинстве древних языческих религий.

В буддизме считается, что только для престарелого архата возможно кармически нейтральное лишение себя жизни либо самопожертвование. В остальных случаях самоубийство расценивается в качестве «неблагого действия», причинами которого являются невежество и отвращение человека к жизни. Такое действие самоубийцы приостанавливает до следующей жизни возможность получения им «благоприятной религиозной перспективы». В современном китайском буддизме самоубийство расценивается как нарушение заповеди воздержания от убийства, являющейся первым обетом из пяти обетов буддистов.
В джайнизме самоубийство, или саллекхана при помощи голодовки считается «одним из восьми дополнительных дисциплинарных обетов». Обет самоубийства джайн даёт, если его тело слишком старое или подвержено неизлечимому заболеванию. В таком случае саллекхана является благоприятной духовной практикой, очищающей карму в следующей жизни.
В синтоизме самоубийство не только не запрещено, но и прямо поощряется в варианте харакири, или сэппуку. Эта форма самоубийства совершалась либо по приговору, как наказание, либо добровольно, в тех случаях, когда была затронута честь самурая, в знак верности самурая своему сюзерену и т. д.
У древних майя были распространены ритуальные самоубийства, которые приравнивались к принесению себя в жертву богам; таких самоубийц очень уважали (см. Иш Таб).
Официальные религиозные объединения, призывающие к массовому самоубийству или совершившие массовое самоубийство, в большинстве стран преследуются в судебном порядке и квалифицируются соответствующими компетентными органами как деструктивные с последующим их устранением (см. «Народный Храм», деструктивные секты).

## Самоубийство и закон
В большинстве стран самоубийство как таковое в наши дни преступлением не является (однако попытка самоубийства может служить основанием для недобровольной госпитализации в психиатрическую больницу; см. ниже). В то же время пособничество при самоубийстве, подстрекательство к самоубийству, доведение до самоубийства и неоказание медицинской помощи при самоубийстве может повлечь за собой правовую ответственность.
В России предусматривается ответственность по статье 110 Уголовного кодекса за «доведение лица до самоубийства или до покушения на самоубийство путём угроз, жестокого обращения или систематического унижения человеческого достоинства потерпевшего». До 2017 года любая другая помощь в самоубийстве не являлась наказуемой уголовным законом (например, передача человеку, близкому к самоубийству, информации о способах самоубийства, предоставление верёвки для повешения, яда для отравления и т. п.). В 2017 году федеральным законом 120-ФЗ в УК была включена статья 110.1, предусматривающая уголовную ответственность за склонение к самоубийству и содействие самоубийству (советами, информацией, предоставлением средств для самоубийства и т. п.) и статья 110.2 «Организация деятельности, направленной на побуждение к совершению самоубийства».
Федеральный закон № 139-ФЗ 2012 года предусматривает возможность запрещения распространения на территории РФ «информации о способах совершения самоубийства, а также призывов к совершению самоубийства».
Неоказание медицинской помощи или первой помощи при самоубийстве может повлечь ответственность по статье 124 УК РФ.
Артикул воинский Петра I предусматривал ответственность как за попытку самоубийства, так и за совершение его (глава 19, статья 164). Название главы, в котором находится данная статья, говорит о том, что самоубийство приравнивалось к убийству.
В Индии до настоящего времени действует закон, согласно которому попытка самоубийства наказывается лишением свободы на срок до 1 года и/или штрафом. Ранее в индийской традиции было принято самосожжение вдов.
В Сингапуре попытка самоубийства также наказуема заключением на срок до 1 года.
В законодательстве Великобритании с XIII века до 1961 года самоубийство являлось криминальным деянием и приводило к тюремному заключению, если самоубийца выживал, а имущество семьи покойного, если суицид удавался, могло быть конфисковано в пользу монарха.
В Ирландии самоубийство считалось уголовным преступлением до 1993 года.

## Самоубийство и психиатрия
Согласно законодательству различных стран, лицо, страдающее тяжёлым психическим расстройством и совершившее попытку самоубийства, может быть недобровольно госпитализировано в психиатрический стационар. В российском законодательстве порядок и условия такой госпитализации обозначены в Законе «О психиатрической помощи и гарантиях прав граждан при её оказании»: лицо госпитализируется в психиатрическую больницу, если его психическое расстройство является тяжёлым и обусловливает (пункт «а» статьи 29) «его непосредственную опасность для себя или окружающих».
Сходные критерии существуют и в законодательстве других стран. Например, согласно законодательству штата Массачусетс, человек с психическим расстройством может быть госпитализирован в недобровольном порядке, если по причине его болезни возникла «вероятность серьёзного вреда», понимаемая как (пункт 1) «существенный риск физического вреда самому человеку, проявляющийся свидетельствами угрозы или попытки самоубийства или серьёзного телесного повреждения».
Специальное юридическое определение психического расстройства в законодательстве РФ отсутствует, соответственно возникает ситуация правовой неопределённости, когда врач и юрист должны сами решать, действительно ли пациент страдает от тяжёлого психического расстройства или же для его госпитализации следует руководствоваться какими-либо другими нормами. Согласно приказу Минздрава РФ «О скорой психиатрической помощи» от 8 апреля 1998 года, основанием для недобровольной госпитализации могут служить «депрессии (тревожные, тоскливые, с идеями самообвинения) и другие состояния аффективного спектра с активными мыслями, тенденциями, аутоагрессивными действиями, представляющими опасность для жизни пациентов или серьёзную угрозу для их здоровья», указание на психотический уровень расстройства при этом отсутствует. Фактически недобровольная госпитализация порой осуществляется даже при отсутствии тяжёлых психических расстройств — госпитализации подвергаются в том числе пациенты с пограничными психическими расстройствами, даже в случаях, когда суицидальное поведение ситуационно обусловлено и носит транзиторный, неустойчивый характер.
В отделении психиатрического стационара за пациентами с тенденциями к самоубийству, самоповреждению устанавливается специальный надзор: такие пациенты помещаются в наблюдательную палату, где они находятся на виду у обслуживающего персонала и за ними обеспечивается непрерывное круглосуточное наблюдение. Ограничивается свобода их передвижения: они не могут покидать наблюдательную палату без ведома или сопровождения персонала.
Высказывались разные, порой полярно противоположные точки зрения по поводу соотношения самоубийства и психопатологии. Так, основоположники клинической психиатрии в XIX веке выдвигали тезис о тождестве самоубийства и безумия, рассматривая самоубийство как продукт болезненно изменённой психики. В частности, такой точки зрения придерживались Пинель и Эскироль. В СССР в течение длительного времени изучение феномена самоубийства сводилось к рассмотрению его в рамках психической патологии: более широкое рассмотрение этого феномена нарушало бы безоблачную картину «счастливой советской действительности».
В настоящее время проблема суицида как западными, так и российскими исследователями рассматривается значительно шире. Согласно статистическим данным, лишь часть людей, совершающих попытку самоубийства, страдает психическими нарушениями.
Против недобровольного лечения лиц, совершивших суицидальную попытку, и против рассмотрения проблемы самоубийства как исключительно медицинской проблемы резко возражали представители антипсихиатрии, в частности Томас Сас.
В Нидерландах людям с психическими расстройствами иногда разрешается добровольная эвтаназия (если человек прошёл курс лечения, который оказался неэффективным, и многократно высказывал желание добровольно уйти из жизни).

## Массовые самоубийства
- Около 1000 евреев на горе Масада в I веке н. э. предпочли самоубийство римскому рабству[120].
- Самосожжения старообрядцев в XVII—XVIII веках (этим заканчивается опера М. П. Мусоргского «Хованщина»).
- Массовое харакири японцев (число покончивших с жизнью в различных источниках варьируется от 35[121] до 200[122] тысяч) после подписания капитуляции в 1945 году.
- Секта «Храм народов» (912 человек) в «Джонстауне» (Гайана) в 1978 году[123].

## Самоубийства в различных странах

### Россия
В начале XX века Россия находилась на одном из самых низких мест в мире по количеству самоубийств.
Высокая смертность в результате самоубийств наблюдалась в городе Иматре, входившем в то время в Российскую империю. Своими красотами и высокими скалами город привлекал решивших покончить с собой почти со всей Европы, что нашло отражение в установленном на берегу реки памятнике, посвящённом совершившим суицид. Количество самоубийств удалось снизить, после того как в Петербурге было принято решение не продавать билеты в Иматру в одну сторону.
В начале XXI века Россия занимала одно из ведущих мест по количеству самоубийств.
В начале 2008 года сайт телекомпании BBC сообщал, что в России на 100 тысяч населения приходится 36 самоубийств в год, и по этому показателю страна занимает четвёртое место в мире, а по абсолютному числу самоубийств (почти 60 тысяч ежегодно) уступает лишь Китаю.
Однако в 2010-х годах в России наблюдалось постепенное снижение количества случаев самоубийств как в абсолютном, так и в относительном выражении. К 2011 году число самоубийств на 100 тысяч населения упало до 21, в 2012 году — до 20,8, в 2013 году — до 20,1, в 2014 году — 18,5, в 2015 — 17,4, а 2016 году — 15,8.
По словам руководителя отдела Государственного научного центра (ГНЦ) социальной и судебной психиатрии имени Сербского профессора Бориса Положия, «Самоубийства занимают восьмое место в мире в списке причин смерти и первое место среди насильственных смертей. Ежегодно около одного миллиона человек в мире погибают из-за суицидов, от 10 до 20 миллионов — совершают попытки».
В России самый высокий в Европе уровень самоубийств среди подростков. В год кончают жизнь самоубийством 1500 детей и ещё 4 тысячи совершают попытку самоубийства. По данным ЮНИСЕФ, 45 % русских девочек и 27 % русских мальчиков хотя бы раз в жизни серьёзно обдумывали возможность самоубийства.
Павел Астахов, уполномоченный при президенте России по правам ребёнка, утверждал:
| Государство держит в секрете точное количество самоубийств. Некоторые регистрируются как несчастные случаи. Если мы не решим корни этой проблемы, то потеряем целое поколение. Шесть подростков совершили суицид за 10 дней. Это не эпидемия самоубийств. Это государственная трагедия. |

Статистические данные о количестве самоубийств принято считать неточными, поскольку часть суицидов может скрываться за такими формулировками, как «отравление неизвестным веществом», «повреждения с неопределёнными намерениями»(ПНН), «несчастные случаи».

### США
В США уровень самоубийств среди белых американцев в 2 раза выше по сравнению с небелым населением.

#### Вооружённые силы США
Несмотря на усилия военного руководства по снижению числа самоубийств, за прошедший год 349 военнослужащих лишили себя жизни, что на 15 процентов больше, чем в 2011 году— заявление Пентагона.
Одной из проблем ВС США стали самоубийства. В 2012 году потери личного состава в американских вооружённых силах от самоубийств превысили боевые потери среди личного состава, в сухопутных силах (армия США) — 182 военнослужащих-самоубийц, среди служащих военно-морского флота — 60 самоубийц, а среди военно-воздушных сил — 59 самоубийц; среди являющихся морскими пехотинцами — 48 самоубийц.

### Франция
В 1789 году Франция отменила уголовное преследование за самоубийство или попытку суицида. С 1826 по 1888 года число самоубийц во Франции выросло в четыре раза. За 1889—1891 года в возрасте от 30 до 40 лет на 1 миллион жителей самоубийств холостяков приходилось 627, вдовых — 560, женатых только 266; девиц — 126, вдов — 205, замужних — 82. Революции во Франции уменьшали процент самоубийств. В среднем на 1 миллион жителей во Франции приходилось 150 самоубийц.

## Самоубийства в животном мире
Животные пытаются покончить с собой в тяжёлых эмоциональных состояниях, чаще всего вызванных потерей партнёра, лишением свободы или утратой хозяина. Иногда, находясь в таком состоянии, животное отказывается от еды, стремится причинить себе повреждения.
Известны неоднократные массовые выбрасывания китов на берег, однако нет точных данных, является ли это попыткой самоубийства либо сбоем в системе биолокации (ошибками в эхо-сигналах, приводящими к дезориентации).